# La Dynastie des Forsyte (série télévisée, 2002)
Pour les articles homonymes, voir La Dynastie des Forsyte.
La Dynastie des Forsyte (The Forsyte Saga) est une série télévisée britannique de deux saisons comportant au total dix épisodes de 54 minutes, adaptée du roman éponyme de John Galsworthy et diffusée du 7 avril 2002 au 25 mai 2003 sur le réseau ITV. Il s'agit d'un remake du feuilleton anglais éponyme diffusé en 1967 en Angleterre sur la BBC. La saga se déroule entre 1874 et 1921.
Cette série est inédite dans tous les pays francophones.

## Fiche technique
- Réalisateurs : Christopher Menaul – David Moore
- Scénario : Jan Mcverry – Stephen Mallatratt
- Producteurs : David Boulter – Sita Williams
- Producteurs exécutifs : Andy Harries – Rebecca Eaton
- Assistants réalisateurs : Anna Kemp – Sam Harris
- Costumes : Phoebe De Gaye
- Designer : Stephen Fineren
- Photographie : Sue Gibson
- Musique : Geoffrey Burgon (10 épisodes)

## Distribution
- Damian Lewis : Soames Forsyte
- Gina McKee : Irene Forsyte
- Rupert Graves : Jo Forsyte junior
- Emma Griffiths Malin (en) : Fleur Forsyte
- Ben Miles : Montague Dartie
- Amanda Root : Winifred Forsyte-Dartie
- Julian Ovenden : Val Dartie
- Oliver Milburn : Michael Mont
- Judy Campbell : Tante Ann
- Corin Redgrave : Jolyon Forsyte sénior
- Wendy Craig : Tante Juley
- Barbara Flynn (en) : Emily
- Ioan Gruffudd : Philip Bossiney
- Robert Lang (en) : Smithin
- John Carlisle (en) : James
- Toby Hadoke (en) : Georges
- Sarah Winman (en) : Frances
- Beatriz Batarda : Annette Forsyte née Lamotte
- Gillian Kearney (en) : June Forsyte
- Christian Coulson : Jolly Forsyte
- Amanda Ryan : Holly Forsyte
- Jowanna Rose : Smither
- Alice Patten (en) : Imogen
- Michael Maloney : Prosper Profond
- Jessica Fox : June à 14 ans

## Épisodes
La première saison contient huit épisodes diffusés du 7 avril au 12 mai 2002.
La deuxième saison intitulée The Forsyte Saga: To Let, contient quatre épisodes et diffusée du 25 mai au 15 juin 2003.